# Xói mòn đất

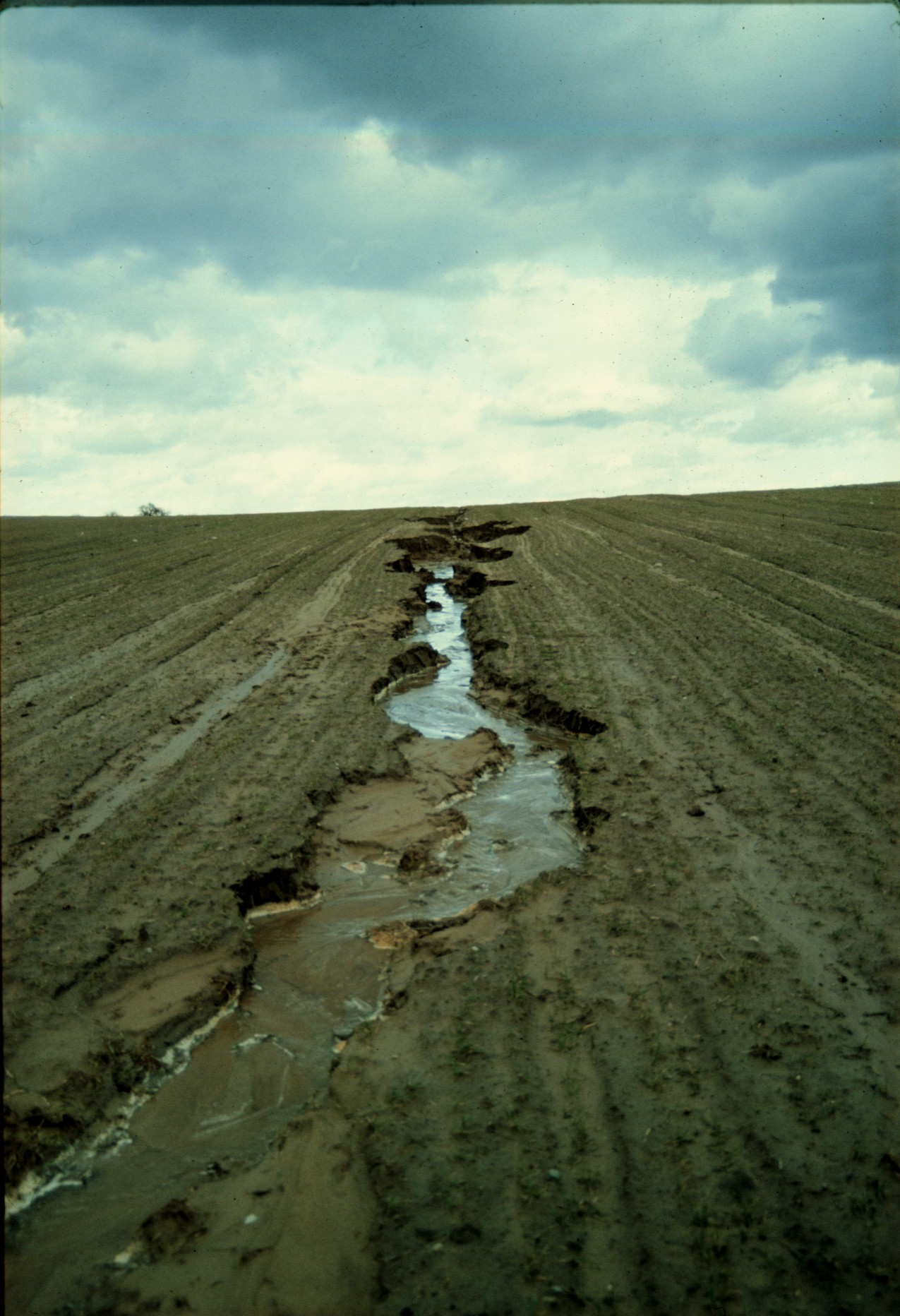
Xói mòn khe rãnh trên cánh đồng lớn ở miền đông nước Đức

Xói mòn đất là quá trình tự nhiên làm ảnh hưởng đất tất cả các dạng địa hình. Trong nông nghiệp, xói mòn đất là quá trình lớp đất mặt bị mang đi nơi khác do các yếu tố vật lý như nước và gió hoặc các yếu tố liên quan đến hoạt động trồng trọt. Trong khi xói mòn là một quá trình tự nhiên, các hoạt động của con người làm gia tăng tốc độ xói mòn lên 10-40 lần. Xói mòn gia tăng có thể gây ra các vấn đề tại vị trí đó hoặc những nơi khác liên quan đến các dòng trầm tích này. Tại vị trí xói món như làm giảm sản lượng nông nghiệp và phá vỡ hệ sinh thái, cả hai yếu tố này làm giảm độ phì của tầng đất mặt. Trong một vài trường hợp, kết quả cuối cùng là sự sa mạc hóa. Các ảnh hưởng ngoài nơi xói mòn như sự lắng đọng trầm tích trên các kênh dẫn và gây phú dưỡng các vực nước, cũng như gây phá vỡ đường sá và nhà cửa liên quan đến trầm tích. Xói mòn do gió và nước là hai yếu tố cơ bản làm giảm chất lượng đất; nếu xét cả hai trường hợp này, chúng chiếm đến 84% sự xuống cấp của đất trên toàn cầu, nên đây là một trong những vấn đề môi trường quan trọng nhất toàn cầu.

## Phân loại xói mòn đất

### Xói mòn đất do gió

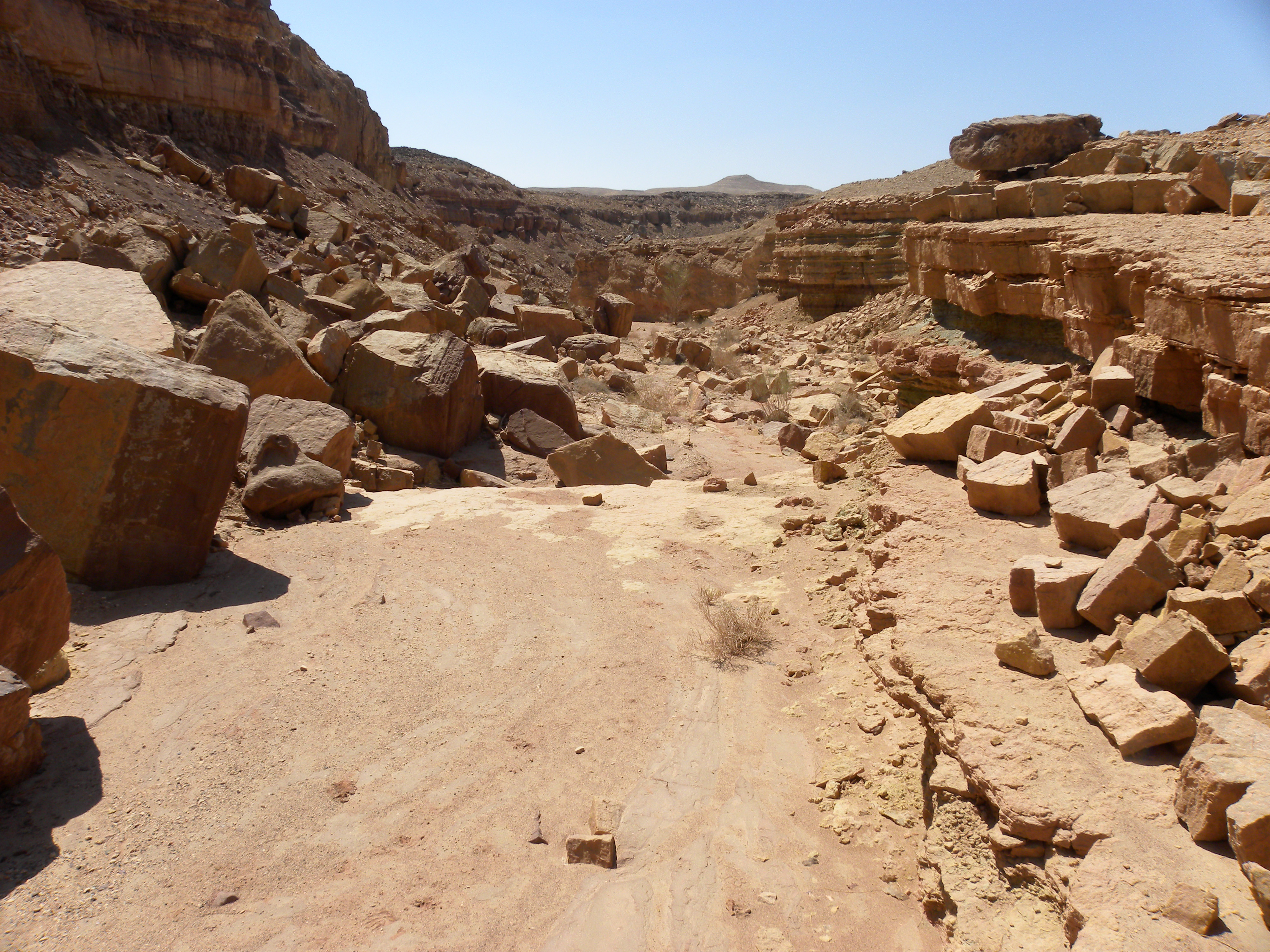
Xói mòn tại một sa mạc

Kiểu xói mòn do gió là hiện tượng xói mòn gây ra bởi sức gió. Ðây là hiện tượng xói mòn có thể xảy ra ở bất kì nơi nào khi có những điều kiện thuận lợi sau đây:
- Ðất khô, tơi và bị tách nhỏ đến mức độ gió có thể cuốn đi (thông thường là đất cát)
- Mặt đất phẳng, có ít thực vật che phủ thuận lợi cho việc di chuyển của gió
- Diện tích đất đủ rộng và tốc độ gió đủ mạnh để mang được các hạt đất đi [4]

Nguyên lý:khi tốc độ gió vượt qua một mức độ nhất định sẽ gây xói mòn. Động lực gió tác động lên các bạt đất bề mặt làm chúng lăn, va vào các hạt khác, cứ như thế tiếp tục tạo một dây chuyền. Những hạt đất bị gió cuốn khỏi mặt đất khi rơi xuống tác động mạnh mẽ hơn vào các hạt khác, tạo nên sự kích thích chuyển động. Sự va chạm cơ học đã bào mòn lớp đất mặt.
Ảnh hưởng của xói mòn do gió gây ra khá phức tạp, đất bị chuyển dịch đi có thể dưới các hình thức nhảy cóc, trườn trên bề mặt hoặc bay lơ lửng. Tùy vào tốc độ gió có thể có xói mòn cục bộ, xói mòn thường xuyên. Xói mòn cục bộ xuất hiện khi tốc độ gió <12 – 15 m/s. Lốc bụi: là dạng xói mòn do gió nguy hại nhất, đất bị xói mòn nhanh khi tốc độ gió > 15 m/s. Lốc bụi bốc cả bụi cát, bào mòn 1 vùng này, phủ kín một vùng khác, làm lấp các làng mạc, ruộng vườn.

### Xói mòn do nước
Kiểu xói mòn do nước gây ra do tác động của nước chảy tràn trên bề mặt (nước mưa, băng tuyết tan hay tưới tràn), hiện tượng xói mòn do nước gây ra đối với đất sản xuất nông nghiệp thường mạnh nhất ở các bề mặt đất trống, sau khi làm đất chuẩn bị gieo trồng.
Về lý thuyết, xói mòn mặt đất có hai quá trình vật lý cơ bản xảy ra đó là tác động phá vỡ hạt đất và tác động cuốn trôi của dòng chảy. Trong quá trình mưa, khi lực của giọt nước mưa hay dòng chảy tác động lên bề mặt đất sẽ phát sinh ra phản lực. Hai lực đó không cân bằng nhau và thông thường lực tác động của nước lớn hơn lực đề kháng của đất nên đã gây ra xói mòn (Nguyễn Xuân Quát, 1994).
Về nguyên lý, Ellison (1994) đã xác định tác nhân gây xói mòn mạnh nhất là xung lực hạt mưa đập vào mặt đất, đồng thời tác giả đã chia quá trình này thành 3 pha:
- Pha 1: Tách các hạt đất ra khỏi khối đất
- Pha 2: Di chuyển các phần tử tách ra đi nơi khác
- Pha 3: Lắng đọng chúng ở một nơi khác

Nếu hạn chế được pha 1, thì sẽ không xảy ra pha 2 và pha 3.
Dòng chảy của nước có thể tạo ra các rãnh xói, khe xói hoặc bị bóc theo từng lớp, người ta chia kiểu xói mòn do nước gây ra thành các dạng:
- Xói mòn thẳng là sự xói lở đất, đá mẹ theo những dòng chảy tập trung, ăn sâu tạo ra các rãnh xói và mương xói.
- Xói mòn phẳng là sự rửa trôi đất một cách tương đối đồng đều trên bề mặt do nước chảy dàn đều, đất bị cuốn đi theo từng lớp, phiến. Khi lớp đất trên bề mặt bị xói mòn thì rất khó khôi phục và những thiệt hại của xói mòn có thể ảnh hưởng nghiêm trọng tới sức sản xuất của đất. Ví dụ một phép tính đơn giản nếu đất bị xói mòn 1 cm đất thì trên 1 ha đất mất đi 100 m³ đất, tương đương 150 tấn, trong đó có 6 tấn mùn và 1,5 tấn đạm. Trong khi đó, ở vùng nhiệt đới có những nơi xói mòn làm mất 3 cm đất mặt hàng năm. Riêng vùng đồi núi hàng năm bình quân mất đi khoảng 2 cm điều này làm cho đất ở đây bị thoái hóa nhanh chóng. Trên những vùng đất cao, dốc, mưa lớn còn tạo nên những dòng chảy cực đại trên sườn dốc và ngoài việc bào mòn lớp đất mặt chúng còn có khả năng tạo ra những dòng xói hoặc rãnh xói. Có rãnh sâu 5 – 6 m tới tận lớp đá mẹ và làm mất đi hoàn toàn khả năng sản xuất của đất đai.

## Các yếu tố ảnh hưởng đến xói mòn

### Khí hậu
Yếu tố khí hậu có thể nói là yếu tố ảnh hưởng lớn nhất đến xói mòn đất. Trong các yếu tố gây xói mòn chính thì mưa là quan trọng hơn cả, ngoài ra có những yếu tố ảnh hưởng trực tiếp hay gián tiếp đến xói mòn như nhiệt độ không khí, độ ẩm, tốc độ gió...
- Lượng mưa

Lượng mưa ảnh hưởng rất lớn đến quá trình xói mòn. Ở những khu vực có lượng mưa thấp thì khả năng xói mòn là rất thấp vì lượng mưa không đủ để tạo thành dòng chảy (vì bị mất do ngấm vào đất, bay hơi, thực vật sử dụng...) và do đó không có khả năng vận chuyển vật chất đi xa. Lượng mưa trung bình hàng năm thường phải lớn hơn 300 mm thì xói mòn do mưa mới xuất hiện rõ. Nếu lượng mưa lớn hơn 1000 mm/năm thì cũng tạo điều kiện tốt cho lớp phủ thực vật phát triển và lượng xói mòn cũng không đáng kể. Nhưng với lượng mưa như vậy mà tại những khu vực có rừng bị tàn phá thành đất trống, đồi núi trọc thì xói mòn thì sẽ là rất lớn.
- Bốc hơi nước

Một phần bốc hơi trực tiếp vào khí quyển, phần khác bốc hơi qua hoạt động của thực vật và động vật sau đó được ngấm xuống đất theo khe nứt, thẩm thấu. Lượng nước còn lại hình thành dòng chảy bề mặt.
- Cường độ mưa

Quá trình hình thành dòng chảy phụ thuộc nhiều vào cường độ của trận mưa. Cường độ mưa là lượng mưa trong một thời gian nhất định trong một đơn vị tính là mm/h. Theo các kết quả nghiên cứu ở nhiều khu vực trên thế giới thì những trận mưa có cường độ mưa trên 25 mm/h thì mới có tác dụng tạo nên dòng chảy và từ đó mới gây xói mòn. Tỷ lệ lượng mưa tạo ra trong năm được tạo ra bởi các trận mưa có cường độ lớn hơn 25 mm/h càng nhiều thì khả năng gây xói mòn càng lớn. Nếu thời gian mưa dồn dập trong thời gian ngắn thì đó chính là tiền đề cho sự hình thành lũ quét, trượt lở ở vùng núi gập lụt ở hạ lưu, cùng với việc gia tăng xói mòn đất.
- Đặc tính của mưa

Đặc tính của mưa cũng ảnh hưởng lớn đến xói mòn của đất. Mưa rào nhiệt đới gây tác hại nhiều hơn nhiều so với mưa nhỏ ở các vùng ôn đới.
- Thời gian mưa

Hay là mức độ tập trung của những trận mưa. Lượng đất bị xói mòn chủ yếu là vào mùa mưa, nhất là những nơi đất đang thời kỳ bỏ hoá không có sự điều tiết và cản nước của lớp phủ thực vật.
- Các yếu tố khác:

Tác động trực tiếp hoặc gián tiếp lên sự xói mòn đất như nhiệt độ không khí, sự bay hơi nước, tốc độ gió (khi mưa xuống),... Những tác động này nếu so sánh với tác động do mưa gây ra thì có thể xem là không đáng kể, trừ một số trường hợp đặc biệt như lượng mưa quá nhỏ.

### Địa hình
Địa hình ảnh hưởng rất lớn lên xói mòn và với mỗi kiểu địa hình sẽ có những loại hình xói mòn khác nhau. Nếu địa hình núi, phân cắt có độ dốc lớn thì xói mòn khe rãnh dạng tuyến diễn ra mạnh mẽ. Còn đối với những mặt sườn phơi và địa hình thấp, thoải thì xói mòn theo diện (hay xói mòn bề mặt) sẽ chiếm ưu thế. Với địa hình núi đá vôi thì không có hai loại hình trên mà có xói mòn ngầm, tạo các dạng hang động.
Ảnh hưởng của địa hình có thể trực tiếp hay gián tiếp đến sự xói mòn đất. Trước hết, địa hình làm thay đổi vi khí hậu trong vùng đến ảnh hưởng gián tiếp đến xói mòn đất thông qua tác động của khí hậu. Địa hình núi cao cùng với sườn chắn gió ẩm là một trong những yếu tố tạo nên những tâm mưa lớn. Ảnh hưởng trực tiếp của địa hình đến xói mòn được thông qua yếu tố chính là độ dốc và chiều dài sườn dốc:
Độ dốc:
Độ dốc là nhân tố quan trọng ảnh hưởng đến xói mòn và dòng chảy mặt. Độ dốc càng lớn thì xói mòn mặt càng lớn và ngược lại. Nó ảnh hưởng tới sự phân chia dòng nước và cường độ dòng nước chảy. Xói mòn có thế xảy ra cường độ dốc từ 30 và nếu độ dốc tăng lên hai lần thì cường độ xói mòn tăng lên 4 lần hoặc hơn.
Trong điều tra lập bảng đồ đất quy hoạch sử dụng đất tỷ lệ nhỏ có thế xác định độ dốc theo 3 cấp sau: 
- Đất có độ dốc dưới 150: được coi là vùng đất bằng, ít dốc. Trong số này chủ yếu là các vùng đất ven biển, đồng bằng thung lũng, cao nguyên và đồng bằng thấp, vùng bán sơn địa. Cây nông nghiệp trồng chủ yếu trên những loại đất này.
- Đất có độ dốc từ 150 - 250: đây là những vùng có độ dốc trung bình nhưng đã phải hạn chế sản xuất nông nghiệp với các loại cây nông nghiệp ngắn ngày, có độ che phủ thấp hoặc cây trồng cần chăm sóc đặc biệt không nên trồng trên đất dốc trên 150. Các loại cây trồng lâu năm có tán lá rộng, che phủ cao có thể trồng được nhưng phải có biện pháp hạn chế xói mòn. Mô hỉnh sử dụng hợp lý nhất là sản xuất nông lâm kết hợp.
- Độ dốc trên 250: theo quy định thì không được bố trí cây nông nghiệp ở đây. Vùng này chỉ được phép bảo vệ, phục hồi và trồng lại rừng.

Trong quy hoạch sản xuất nông nghiệp ở Việt Nam, độ dốc được chia thành 5 cấp như sau: 
| Mức độ rửa trôi xói mòn | Dộ dốc    |
| ----------------------- | --------- |
| Yếu                     | <30       |
| Trung bình              | 5 – 8 0   |
| Mạnh vừa                | 8 – 15 0  |
| Mạnh                    | 15 – 25 0 |
| Rất mạnh                | >250      |

Chiều dài sườn dốc:
Cùng một cấp độ dốc, nếu chiều dài sườn dốc càng lớn thì nguy cơ gây xói mòn đất càng cao. Chiều dài sườn dốc dài bao nhiêu thì lượng đất bị bào mòn cũng tăng lên tuỳ thuộc vào mô hình sử dụng đất.
Một số kết quả nghiên cứu đã chỉ ra rằng: nếu chiều dài sườn dốc tăng lên hai lần thì lượng đất xói mòn cũng tăng xấp xỉ hai lần (đối với đất sản xuất lâm nghiệp) và tăng lên gần ba lần trên đất trồng cà phê. Trong điều kiện nhiệt đới ảnh hưởng của chiều dài sườn dốc cũng rõ nét hơn so với các nước ôn đới (Hudson, 1981). Theo Lê Văn Khoa và đồng tác giả (2001) nghiên cứu ảnh hưởng của chiều dài sườn dốc tới cường độ xói mòn đã rút ra nhận xét: nếu tăng chiều dài sườn dốc lên hai lần thì lượng đất bị xói mòn tăng 7-8 lần.

### Con người
Trong các hoạt động của mình con người tác động đến thế giới tự nhiên theo hai hướng tích cực và tiêu cực, các hoạt động này có thể là nguyên nhân trực tiếp hay gián tiếp tác động lên xói mòn. Các hoạt động của con người có thể là:
- Du canh, đốt rừng làm rẫy.
- Hủy hoại thảm thực vật rừng tự nhiên.
- Khai thác gỗ không hợp lý.
- Bao gồm phá rừng, xây dựng đường sá.
- Chăn thả quá mức: Khai thác đòng cỏ chăn thả tự do, làm giảm thảm phủ thực vật tự nhiên, và tăng mức độ nén chặt đất, dẫn đến kết quả là gia tăng nước chảy tràn, tăng xói mòn đất, mất nhiều nước.
- Khai thác hầm mỏ.
- Kỹ thuật canh tác không thích hợp.[4]

### Thảm thực vật
Nghiên cứu của Võ Đại Hải (1996) cho thấy: nếu giảm độ tàn che từ 0,7 - 0,8 xuống mức 0,3 - 0,4 thì xói mòn đất sẽ tăng lên 42,2% và dòng chảy mặt tăng 30,4% đối với rừng tự nhiên; xói mòn đất tăng 27,1% và dòng chảy mặt tăng 33,8% đối với rừng le. Đồng thời, tác giả cũng chỉ ra rừng càng có nhiều tầng tán thì khả năng giữ nước và đất càng tốt, rừng có một tầng tán thì lượng đất xói mòn cao gấp 3 lần so với rừng có 3 tầng tán.

### Đất đai
Mỗi loại đất khác nhau thì có tính chống xói mòn khác nhau. Có thể định nghĩa tính xói mòn của đất là đại lượng biểu hiện tính chất dễ bị xói mòn của đất. Tính xói mòn mang tính chất ngược lại với tính chống xói mòn của đất. Những yếu tố tác dụng đến tính xói mòn của đất được chia làm 2 nhóm: 
- Nhóm 1: Các tính chất vật lý của đất như cấu trúc đất, thành phần cơ giới, tốc độ thấm.
- Nhóm 2: Các biện pháp làm đất trong quá trình sử dụng đất. Những tính chất quan trọng của đất gồm: thành phần cơ giới, cấu trúc, tốc độ thấm và giữ nước, độ xốp hay độ nén của đất.[7]

## Kiểm soát xói mòn

### Kiểm soát xói mòn do gió
- Duy trì thảm phủ bề mặt thông qua quản lý dư thừa cây trồng và trồng cây che phủ.
- Duy trì chiều cao gốc rạ, cây trồng sau thu hoạch thích hợp (30 – 40 cm)
- Trồng cây chắn gió.
- Tưới nước đầy đủ, luôn duy trì ẩm độ đất thích hợp.
- Trồng cây theo băng, thẳng góc với hướng gió.[4]

### Kiểm soát xói mòn do nước
Nguyên lý
- Làm giảm tốc độ nước chảy tràn. Chiều dài dốc càng dài, tốc độ dòng chảy càng tăng. Nếu trên đường đi, nếu có vật cản, tốc độ dòng chảy sẽ giảm. Nguyên lý này được áp dụng như thiết lập ruộng bậc thang, bờ đá, trồng cây theo đường đồng mức…
- Duy trì tốc độ thấm ban đầu cao. Đất có cấu trúc viên, bền vững, sa cấu trung bình, thường có khả năng thấm ban đầu cao.
- Làm tiêu hao năng lượng hạt mưa. Tán lá hay dư thừa thực vật phủ trên mặt đất sẽ giữ lại 1 phần nước, không tham gia vào lượng nước chảy tràn, đồng thời khi hạt mưa rơi vào thảm phủ, tán lá sẽ tiêu hao phần lớn năng lượng, giảm thiểu lực va đất vào mặt đất.

Các giải pháp: giải pháp nông học và cơ học
Giải pháp nông học:
- Cây trồng che phủ đất. Đất luôn được che phủ nhất là mùa mưa bằng các cây trồng chính hay cây che phủ. Nhiều loại cây được trồng với mục đích chính là che phủ đất, hạn chế tác động trực tiếp của mưa, nhưng nếu quản lý tốt, sẽ cung cấp 1 lượng chất hữu cơ đáng kể cho đất, các chất dinh dưỡng.
- Quản lý dư thừa cây trồng. Cần bỏ lại dư thừa trên đồng ruộng, không nên đốt. Dư thừa cây trồng vụ trước bỏ lại trên mặt ruộng là biện pháp kiểm soát xói mòn rất hiệu quả. Các nghiên cứu cho thấy, nếu phủ 30% dư thừa, mức độ xói mòn giảm từ 50 - 60 %.
- Luân canh cây trồng. Các cây trồng khác nhau được trồng tiếp nối nhau có thể cải thiện được cấu trúc đất, làm tăng tính thấm ban đầu của đất, do các loại cây có hệ thống rễ khác nhau, ngoài ra đất luôn được che phủ bởi chính tán lá của cây trồng.
- Trồng cây theo đường đồng mức.
- Trồng cây đệm theo băng.
- Trồng cây chắn gió theo đường đi. Một kiểu cải tiến của trồng cây theo đường đồng mức là trồng cây chắn gió dọc theo lối đi, có tác dụng như là những hàng rào sinh học ngăn chặn xói mòn.
- .Thiết lập đường đồng mức. Là kỹ thuật làm đất chạy song song với đường đồng mức. Việc thiết lập đường đồng mức được sử dụng trồng kỹ thuật trồng cây theo băng, hay kết nối các mảnh ruộng bậc thang với nhau.
- Tái trồng rừng. Có thể trồng rừng với các loại cây lấy gỗ hay cây ăn quả.
- Hệ thống nông lâm kết hợp.
- Thiết lập hàng rào sinh học. Công nghệ hệ thống cỏ vetiver. Hệ thống cỏ vetiver hiện nay là công nghệ kiểm soát xói mòn rất có hiệu quả trên thế giới. Là loại có có bộ rễ phát triển rất mạnh và sâu, thích hợp trên tất cả các điều kiện môi trường bất lợi.

Giải pháp cơ học:
- Thiết lập ruộng bậc thang.
- Trồng cỏ trên các mương dẫn nước.
- Thiết lập đập, ao hồ giữ nước.
- Phân tán dòng chảy.
- Xây đập chắn nước.[4]